# Blessed & Possessed
Blessed & Possessed è il sesto album in studio del gruppo musicale tedesco Powerwolf, pubblicato il 10 luglio 2015 dalla Napalm Records.

## Tracce
1. Blessed & Possessed – 4:42
2. Dead Until Dark – 3:49
3. Army of the Night – 3:21
4. Armata Strigoi – 3:59
5. We Are the Wild – 3:41
6. Higher Than Heaven – 3:30
7. Christ & Combat – 3:39
8. Sanctus Dominus – 3:22
9. Sacramental Sister – 4:36
10. All You Can Bleed – 3:44
11. Let There be Night – 7:19

Durata totale: 45:42

### CD bonus nell'edizione deluxe
1. Touch of Evil (cover dei Judas Priest) – 5:40
2. Conquistadores (cover dei Running Wild) – 4:45
3. Edge of Thorns (cover dei Savatage) – 6:00
4. Power and Glory (cover dei Chroming Rose) – 4:54
5. Out in the Fields (cover dei Gary Moore) – 4:16
6. Shot in the Dark (cover di Ozzy Osbourne) – 4:11
7. Gods of War Arise (cover degli Amon Amarth) – 5:53
8. The Evil That Men Do (cover degli Iron Maiden) – 4:31
9. Headless Cross (cover dei Black Sabbath) – 6:09
10. Night Crawler (cover dei Judas Priest) – 5:42

Durata totale: 52:01

## Formazione
- Attila Dorn – voce
- Matthew Greywolf – chitarra
- Charles Greywolf – chitarra, basso
- Roel van Helden – batteria, percussioni
- Falk Maria Schlegel – organo, tastiera